# Turtle Islet
Turtle Islet är en ö i Australien. Den ligger i territoriet Northern Territory, omkring 750 kilometer sydost om territoriets huvudstad Darwin.
Trakten runt Turtle Islet består i huvudsak av gräsmarker. Savannklimat råder i trakten. Genomsnittlig årsnederbörd är 1 720 millimeter. Den regnigaste månaden är januari, med i genomsnitt 554 mm nederbörd, och den torraste är augusti, med 1 mm nederbörd.